# Sansibia lineata
Sansibia lineata är en korallart som först beskrevs av William Stimpson 1855.  Sansibia lineata ingår i släktet Sansibia och familjen Xeniidae. Inga underarter finns listade i Catalogue of Life.